# Éditions Michel Lafon
Ne doit pas être confondu avec Michel Lafon (auteur) ou Éditions Robert Laffont.
Pour les articles homonymes, voir Lafon.
 (janvier 2021).
Michel Lafon Publishing, ou Éditions Michel Lafon, sont une maison d'édition française indépendante créée en 1980 publiant près de 200 livres par an dans des domaines très divers : littérature française, littérature étrangère, beaux livres et des livres jeunesse.

## Historique
En 1980, Michel Lafon, ancien fondateur du magazine Podium puis directeur d'Hachette Presse Jeunesse, crée sa maison d'édition.[réf. nécessaire]
L'éditeur est distribué par la plateforme de distribution d'Editis, Interforum en France, Suisse, Belgique et par les Messageries ADP au Canada.

## Ligne éditoriale
Les éditions Michel Lafon ont un catalogue de littérature générale très varié. Elles publient à la fois :
- des romans français ;
- des romans étrangers ;
- des romans et albums jeunesse ;
- des documents ;
- des témoignages ;
- des biographies ;
- des beaux livres ;
- des guides pratiques ;
- des bandes dessinées ;
- des livres scolaires ;
- des mangas.

## Quelques auteurs de la maison d'édition
- J. J. Abrams
- Sophie Audouin-Mamikonian
- Alex Barclay
- Aurélien Barrau
- Philippe Bouvard
- David Bowie
- Juan Branco
- Geneviève Brisac
- Didier van Cauwelaert
- Madeleine Chapsal
- Maxime Chattam
- Bruno Combes
- Patricia Darré
- Alain Deloche
- Catherine Deneuve
- Céline Denjean
- Lorànt Deutsch
- Éric Dupond-Moretti
- Peter Falk
- Maxence Fermine
- Pink Floyd
- Jean-Pierre Foucault
- Irène Frain
- Philippe de Gaulle
- John Gray
- Antoine Griezmann
- Jean-Edern Hallier
- Nicolas Hulot
- Michael Jackson
- Dominique Jamet
- Pénélope Leprévost
- Alexis Laipsker
- Sébastien Loeb
- Tahereh Mafi
- Winnie Mandela
- Agnès Martin-Lugand
- Pierre Mauroy
- Sarah McCoy
- Éric de Montgolfier
- Martine Monteil
- François Morel
- Olivier Norek
- Jean-Pierre Pernaut
- Thomas Pesquet
- Jodi Picoult
- Marie-Claude Pietragalla
- Philip Plisson
- Jean-Marie Pontaut
- Christian Prouteau
- Didier Raoult
- Anne Rice
- Keith Richards
- Anne Robillard
- Tatiana de Rosnay
- Giulia Salvatori
- Joann Sfar
- Peter Singer
- Cédric Sire
- Nicholas Sparks
- Rod Stewart
- Chantal Thomass
- Pete Townshend
- Delphine de Vigan
- Abdoulaye Wade
- Rika Zaraï
- Zep
- Anthony E. Zuiker
- Carène Ponte
- Kevin Tran
- Violaine Vanoyeke

- Virginie Lefebvre